# Temporada 2023 del Campeonato Francés de F4
La temporada 2023 del Campeonato Francés de F4 fue la sexta edición de dicho campeonato. La temporada comenzó el 9 de abril en Paul Armagnac y finalizó el 8 de octubre en Paul Ricard.
Evan Giltaire fue el ganador del Campeonato de Pilotos.

## Lista de pilotos
| N.º      | Pilotos                    | Clase | Rondas   |
| -------- | -------------------------- | ----- | -------- |
| 2        | Edouard Borgna             |       | Todas    |
| 3        | Leonardo Megna             |       | Todas    |
| 4        | Finn Wiebelhaus            |       | 1-4, 6-7 |
| 5        | Pol López                  |       | Todas    |
| 6        | Hiyu Yamakoshi             |       | Todas    |
| 7        | Paul Alberto               |       | Todas    |
| 9        | Karel Shulz                |       | Todas    |
| 10       | Andrei Duna                |       | Todas    |
| 11       | Tom Kalender               |       | Todas    |
| 14       | Adrien Closmenil           |       | Todas    |
| 16       | Romain Andriolo            |       | Todas    |
| 17       | Yani Stevenheydens         |       | Todas    |
| 18       | Garrett Berry              |       | Todas    |
| 22       | Frank Porte Ruiz           |       | Todas    |
| 26       | Kevin Foster               |       | Todas    |
| 27       | Edgar Pierre               |       | Todas    |
| 28       | Max Reis                   |       | Todas    |
| 34       | Arthur Dorison             | I     | 7        |
| 37       | Luca Savu                  |       | Todas    |
| 44       | Yaroslav Veselaho          |       | Todas    |
| 46       | Gabriel Doyle-Parfait      |       | Todas    |
| 61       | Louis Schlesser            |       | Todas    |
| 66       | Enzo Richer                |       | Todas    |
| 74       | Enzo Peugeot               |       | Todas    |
| 77       | Joao Paulo Diaz Balesteiro |       | Todas    |
| 89       | Jason Leung                |       | Todas    |
| 95       | Evan Giltaire              |       | Todas    |
| Fuentes: |                            |       |          |

| Icono | Leyenda                                      |
| ----- | -------------------------------------------- |
| I     | Pilotos invitados no aptos para sumar puntos |

## Calendario
El calendario se presentó el 25 de noviembre de 2022.
| Ronda   | Ronda | Circuito                                                | Fecha            |
| ------- | ----- | ------------------------------------------------------- | ---------------- |
| 1       | C1    | Circuito Paul Armagnac, Nogaro                          | 9 de abril       |
| 1       | C2    | Circuito Paul Armagnac, Nogaro                          | 9 de abril       |
| 1       | C3    | Circuito Paul Armagnac, Nogaro                          | 10 de abril      |
| 2       | C1    | Circuito de Nevers Magny-Cours, Magny-Cours             | 6 de mayo        |
| 2       | C2    | Circuito de Nevers Magny-Cours, Magny-Cours             | 6 de mayo        |
| 2       | C3    | Circuito de Nevers Magny-Cours, Magny-Cours             | 7 de mayo        |
| 3       | C1    | Circuito de Pau, Pau                                    | 12 de mayo       |
| 3       | C2    | Circuito de Pau, Pau                                    | 12 de mayo       |
| 3       | C3    | Circuito de Pau, Pau                                    | 14 de mayo       |
| 4       | C1    | Circuito de Spa-Francorchamps, Francorchamps            | 3 de junio       |
| 4       | C2    | Circuito de Spa-Francorchamps, Francorchamps            | 3 de junio       |
| 4       | C3    | Circuito de Spa-Francorchamps, Francorchamps            | 4 de junio       |
| 5       | C1    | Misano World Circuit Marco Simoncelli, Misano Adriático | 15 de julio      |
| 5       | C2    | Misano World Circuit Marco Simoncelli, Misano Adriático | 15 de julio      |
| 5       | C3    | Misano World Circuit Marco Simoncelli, Misano Adriático | 16 de julio      |
| 6       | C1    | Circuito de Lédenon, Lédenon                            | 23 de septiembre |
| 6       | C2    | Circuito de Lédenon, Lédenon                            | 23 de septiembre |
| 6       | C3    | Circuito de Lédenon, Lédenon                            | 24 de septiembre |
| 7       | C1    | Circuito Paul Ricard, Le Castellet                      | 6-8 de octubre   |
| 7       | C2    | Circuito Paul Ricard, Le Castellet                      | 6-8 de octubre   |
| 7       | C3    | Circuito Paul Ricard, Le Castellet                      | 6-8 de octubre   |
| Fuente: |       |                                                         |                  |

## Resultados
| Ronda | Ronda | Circuito                                                | Pole Position | Vuelta rápida      | Piloto ganador     |
| ----- | ----- | ------------------------------------------------------- | ------------- | ------------------ | ------------------ |
| 1     | C1    | Circuito Paul Armagnac, Nogaro                          | Evan Giltaire | Evan Giltaire      | Evan Giltaire      |
| 1     | C2    | Circuito Paul Armagnac, Nogaro                          |               | Pol López          | Pol López          |
| 1     | C3    | Circuito Paul Armagnac, Nogaro                          | Evan Giltaire | Kevin Foster       | Kevin Foster       |
| 2     | C1    | Circuito de Nevers Magny-Cours, Magny-Cours             | Evan Giltaire | Evan Giltaire      | Evan Giltaire      |
| 2     | C2    | Circuito de Nevers Magny-Cours, Magny-Cours             |               | Leonardo Megna     | Adrien Closmenil   |
| 2     | C3    | Circuito de Nevers Magny-Cours, Magny-Cours             | Evan Giltaire | Enzo Peugeot       | Romain Andriolo    |
| 3     | C1    | Circuito de Pau, Pau                                    | Kevin Foster  | Enzo Peugeot       | Enzo Peugeot       |
| 3     | C2    | Circuito de Pau, Pau                                    |               | Garrett Berry      | Garrett Berry      |
| 3     | C3    | Circuito de Pau, Pau                                    | Kevin Foster  | Hiyu Yamakoshi     | Enzo Peugeot       |
| 4     | C1    | Circuito de Spa-Francorchamps, Francorchamps            | Evan Giltaire | Evan Giltaire      | Evan Giltaire      |
| 4     | C2    | Circuito de Spa-Francorchamps, Francorchamps            |               | Hiyu Yamakoshi     | Enzo Peugeot       |
| 4     | C3    | Circuito de Spa-Francorchamps, Francorchamps            | Evan Giltaire | Evan Giltaire      | Evan Giltaire      |
| 5     | C1    | Misano World Circuit Marco Simoncelli, Misano Adriático | Enzo Peugeot  | Evan Giltaire      | Enzo Peugeot       |
| 5     | C2    | Misano World Circuit Marco Simoncelli, Misano Adriático |               | Enzo Peugeot       | Garrett Berry      |
| 5     | C3    | Misano World Circuit Marco Simoncelli, Misano Adriático | Enzo Peugeot  | Enzo Peugeot       | Evan Giltaire      |
| 6     | C1    | Circuito de Lédenon, Lédenon                            | Enzo Peugeot  | Enzo Peugeot       | Enzo Peugeot       |
| 6     | C2    | Circuito de Lédenon, Lédenon                            |               | Yani Stevenheydens | Yani Stevenheydens |
| 6     | C3    | Circuito de Lédenon, Lédenon                            | Enzo Peugeot  | Evan Giltaire      | Enzo Peugeot       |
| 7     | C1    | Circuito Paul Ricard, Le Castellet                      | Evan Giltaire | Evan Giltaire      | Evan Giltaire      |
| 7     | C2    | Circuito Paul Ricard, Le Castellet                      |               | Romain Andriolo    | Yani Stevenheydens |
| 7     | C3    | Circuito Paul Ricard, Le Castellet                      | Evan Giltaire | Evan Giltaire      | Evan Giltaire      |

## Clasificaciones

### Sistema de puntuación
| Carreras      | Posiciones, puntos por carrera | Posiciones, puntos por carrera | Posiciones, puntos por carrera | Posiciones, puntos por carrera | Posiciones, puntos por carrera | Posiciones, puntos por carrera | Posiciones, puntos por carrera | Posiciones, puntos por carrera | Posiciones, puntos por carrera | Posiciones, puntos por carrera | Posiciones, puntos por carrera | Posiciones, puntos por carrera |
| ------------- | ------------------------------ | ------------------------------ | ------------------------------ | ------------------------------ | ------------------------------ | ------------------------------ | ------------------------------ | ------------------------------ | ------------------------------ | ------------------------------ | ------------------------------ | ------------------------------ |
| Carreras      | 1.º                            | 2.º                            | 3.º                            | 4.º                            | 5.º                            | 6.º                            | 7.º                            | 8.º                            | 9.º                            | 10.º                           | Pole                           | VR                             |
| Carrera 1 y 3 | 25                             | 18                             | 15                             | 12                             | 10                             | 8                              | 6                              | 4                              | 2                              | 1                              | 1                              | 1                              |
| Carrera 2     | 15                             | 12                             | 10                             | 8                              | 6                              | 4                              | 2                              | 1                              |                                |                                |                                | 1                              |

### Campeonato de Pilotos
| Pos.                                            | Piloto                     | NOG | NOG | NOG | MAG | MAG | MAG | PAU | PAU | PAU | SPA | SPA | SPA | MIS | MIS | MIS | LÉD | LÉD | LÉD | LEC | LEC | LEC | Puntos |
| ----------------------------------------------- | -------------------------- | --- | --- | --- | --- | --- | --- | --- | --- | --- | --- | --- | --- | --- | --- | --- | --- | --- | --- | --- | --- | --- | ------ |
| 1                                               | Evan Giltaire              | 1   | 4   | 2   | 1   | 4   | 16  | 2   | Ret | 2   | 1   | 7   | 1   | 2   | 7   | 2   | 6   | 3   | 3   | 1   | 4   | 1   | 317    |
| 2                                               | Enzo Peugeot               | 3   | 2   | 5   | 3   | 6   | 5   | 1   | 2   | 1   | 6   | 1   | 3   | 1   | 5   | 1   | 1   | 7   | 1   | 4   | Ret | 2   | 313    |
| 3                                               | Kevin Foster               | 2   | 8   | 1   | 6   | 3   | 2   | 17  | Ret | 20† | 2   | 8   | 4   | 5   | 2   | 4   | 2   | 6   | 2   | 2   | 3   | Ret | 216    |
| 4                                               | Romain Andriolo            | 5   | 6   | 3   | 2   | 7   | 1   | 13  | Ret | 11  | 3   | 2   | 6   | 3   | 3   | 3   | 5   | 10  | 5   | 6   | Ret | 5   | 188    |
| 5                                               | Hiyu Yamakoshi             | 7   | 7   | 6   | 5   | 8   | 3   | 3   | Ret | 4   | 4   | 5   | 2   | 17  | 12  | Ret | Ret | 2   | 4   | Ret | Ret | 3   | 146    |
| 6                                               | Garrett Berry              | 13  | 15  | 8   | 8   | 14  | Ret | 6   | 1   | 5   | 10  | 3   | 5   | 6   | 1   | 6   | 11  | Ret | 8   | 7   | 2   | 6   | 124    |
| 7                                               | Yani Stevenheydens         | 10  | 3   | Ret | 18  | 5   | 6   | 4   | 3   | 3   | 11  | 6   | 14  | 9   | Ret | 19  | 8   | 1   | Ret | 8   | 1   | 22  | 107    |
| 8                                               | Enzo Richer                | 4   | 10  | 4   | 9   | 10  | 4   | 16  | 10  | Ret | 13  | 13  | 13  | 12  | 6   | 9   | 4   | 5   | 6   | 12  | 5   | Ret | 76     |
| 9                                               | Edgar Pierre               | 24  | 22  | 15  | 10  | 11  | Ret | 12  | 6   | 6   | Ret | 4   | 8   | 4   | 4   | 5   | 22  | 14  | Ret | 3   | Ret | 8   | 74     |
| 10                                              | Pol López                  | 6   | 1   | 7   | 4   | 9   | 8   | 7   | Ret | WD  | Ret | 19  | 12  | 11  | 13  | 10  | 13  | 18  | 10  | 23  | Ret | 25† | 54     |
| 11                                              | Paul Alberto               | 25  | 20  | 20  | 12  | 17  | 10  | 10  | Ret | WD  | 15  | 17  | 11  | 21† | 15  | 15  | 7   | 4   | Ret | 5   | Ret | 4   | 38     |
| 12                                              | Leonardo Megna             | 16  | 14  | 10  | 7   | 2   | 21  | 5   | Ret | 10  | 19  | 16  | Ret | 15  | Ret | Ret | 15  | 15  | Ret | 14  | 7   | 13  | 33     |
| 13                                              | Adrien Closmenil           | 15  | 17  | 11  | 11  | 1   | 9   | 8   | Ret | Ret | 9   | 10  | Ret | 13  | 9   | 11  | Ret | Ret | 7   | 10  | Ret | 11  | 30     |
| 14                                              | Max Reis                   | 8   | 9   | 17  | Ret | 12  | 20  | 15  | 9   | 13  | 8   | 11  | 22  | 20† | 18  | Ret | 3   | 8   | Ret | 13  | Ret | 17  | 24     |
| 15                                              | Louis Schlesser            | 11  | 23† | 19  | 14  | Ret | 17  | Ret | 4   | 9   | 7   | Ret | Ret | Ret | 8   | 7   | 17  | 20  | Ret | 21  | 11  | 20  | 23     |
| 16                                              | Tom Kalender               | 12  | 11  | Ret | 19  | 18  | 13  | 11  | 7   | 8   | 5   | 15  | 7   | 16  | Ret | 12  | 10  | 11  | 18† | 17  | 12  | 15  | 23     |
| 17                                              | Andrei Duna                | Ret | 19  | 22  | 21  | 16  | Ret | 20  | Ret | 12  | Ret | 12  | 9   | 7   | Ret | 21† | 9   | 16  | 9   | 24  | 8   | 7   | 19     |
| 18                                              | Jason Leung                | 20  | 13  | 13  | 23  | 23  | 12  | 9   | Ret | 7   | Ret | 9   | 15  | 14  | 11  | 14  | Ret | 12  | 16  | 9   | 6   | 14  | 14     |
| 19                                              | Karel Schulz               | 17  | Ret | 9   | 20  | 24  | 15  | 19  | 15  | 18  | 12  | Ret | 10  | 8   | 10  | 8   | Ret | Ret | 17† | Ret | 18  | 10  | 12     |
| 20                                              | Luca Savu                  | 9   | 5   | 18  | Ret | 20  | 18  | 21  | 12  | 15  | 16  | 21  | 18  | Ret | 20  | 17  | 18  | 17  | 13  | 16  | 15  | 24  | 8      |
| 21                                              | Yaroslav Veselaho          | 22  | 16  | 23  | 16  | Ret | Ret | Ret | 5   | Ret | 14  | 20  | 19  | Ret | Ret | 16  | 20  | 21  | 14  | 22  | 17  | 21  | 6      |
| 22                                              | Finn Wiebelhaus            | 21  | 18  | 21  | 13  | 13  | 7   | Ret | 13  | 19  | Ret | 18  | Ret |     |     |     | 16  | 9   | 11  | 18  | 10  | 16  | 6      |
| 23                                              | Frank Porte Ruiz           | 23  | 21  | Ret | 22  | 21  | 11  | 14  | 8   | 17  | 18  | 14  | 16  | 10  | 14  | 13  | 14  | 19  | Ret | 15  | 9   | 12  | 2      |
| 24                                              | Gabriel Doyle-Parfait      | 14  | 12  | 16  | 15  | 22  | 14  | Ret | 14  | 14  | Ret | 23  | 17  | 18  | 19  | 20† | 12  | 13  | Ret | 11  | 13  | 9   | 2      |
| 25                                              | Joao Paulo Diaz Balesteiro | 18  | Ret | 12  | Ret | 19  | 19  | 22† | 11  | 16  | 17  | 22  | 20  | 19  | 16  | 18  | 19  | 23  | 12  | 19  | Ret | 23  | 0      |
| 26                                              | Edouard Borgna             | 19  | Ret | 14  | 17  | 15  | Ret | 18  | 16  | Ret | Ret | Ret | 21  | Ret | 17  | DNS | 21  | 22  | 15  | 20  | 14  | 19  | 0      |
| Pilotos invitados inelegibles para sumar puntos |                            |     |     |     |     |     |     |     |     |     |     |     |     |     |     |     |     |     |     |     |     |     |        |
|                                                 | Arthur Dorison             |     |     |     |     |     |     |     |     |     |     |     |     |     |     |     |     |     |     | Ret | 16  | 18  |        |
| Pos.                                            | Piloto                     | NOG | NOG | NOG | MAG | MAG | MAG | PAU | PAU | PAU | SPA | SPA | SPA | MIS | MIS | MIS | LÉD | LÉD | LÉD | LEC | LEC | LEC | Puntos |

| Color     | Resultado                                                               |
| --------- | ----------------------------------------------------------------------- |
| Oro       | Ganador                                                                 |
| Plata     | 2.ª plaza                                                               |
| Bronce    | 3.ª plaza                                                               |
| Verde     | Finalizó en los puntos                                                  |
| Azul      | Finalizó sin puntos                                                     |
| Azul      | NC - No clasificado                                                     |
| Violeta   | Ret - No terminó (Carrera)                                              |
| Rojo      | DNQ - No se clasificó                                                   |
| Negro     | DSQ - Descalificado                                                     |
| Blanco    | DNS - No empezó (carrera)                                               |
| Blanco    | WD - Retirado (fin de semana)                                           |
| Blanco    | C - Carrera cancelada                                                   |
| Sin color | DNP - Inscrito pero no participó                                        |
| Sin color | INJ - Lesionado                                                         |
| Sin color | EX - Excluido                                                           |
| Estado    | Resultado                                                               |
| Negrita   | Pole position                                                           |
| Cursiva   | Vuelta rápida                                                           |
| †         | Abandona, pero clasifica al completar el porcentaje requerido para ello |